# И узре ослица Ангела Божия
«И узре ослица Ангела Божия» (англ. And the Ass Saw the Angel) — первый роман Ника Кейва, австралийского рок-певца, композитора, актёра и поэта. Роман был написан в 1989 году. В России появился в 2001 году в переводе Ильи Кормильцева. Ныне издан более чем на 30 языках. Это произведение, написанное на границе жанров мистического триллера и психологической драмы, вызвало большой шум в прессе и получило самые высокие оценки критиков, став культовым и нашло широкое признание среди читателей всего мира.

## История создания
Написанию романа автор посвятил около трёх лет. Условно осуждённый за хранение наркотиков Ник проживал в то время в Берлине. «Сильнее всего меня вдохновлял Ветхий Завет», — так прокомментировал он идею создания книги.

## Сюжет
Действие романа разворачивается в 1920—1950-х годах в вымышленном городе Укулоре — маленькой религиозной общине земледельцев. Книга рассказывает историю жизни немого человека, Юкрида Юкроу, считающего себя несущим особое предназначение, Божьим посланником. Он появляется на свет от страдающей тяжелейшим алкоголизмом и ожирением матери и отца — выходца из семьи, дурно славящейся кровосмесительством, психическими недугами и каннибализмом. Семейная тирания, условия жизни и неприязнь местных жителей заставляет Юкрида Юкроу возненавидеть окружающую его действительность. С самого своего рождения юноша не знает ничего, кроме унижения и боли. Вечно гонимый, отверженный и избитый Юкрид постепенно сходит с ума.

## Основная идея
Роман Ника Кейва полон библейских параллелей. Несмотря на мрачность сюжета и авторского слога «И узре ослица Ангела Божия» являет собой поучительную историю об искажении людьми понятия Божьей веры в контексте буржуазного мышления.